# Percy Williams Bridgman
Percy Williams Bridgman (Cambridge, 21 de abril de 1882 — Randolph, 20 de agosto de 1961) foi um físico estadunidense que recebeu em 1946 o Nobel de Física, "pela invenção de equipamentos de alta pressão e pelas descobertas no campo da física de altas pressões".

## Carreira
Bridgman estudou física na Universidade Harvard, onde entrou em 1900 e obteve um Ph.D.. De 1910 até aposentar-se trabalhou na Universidade Harvard, tornando-se full professor em 1919. Em 1905 começou a investigar as propriedades da matéria sob alta pressão. O mau funcionamento de uma máquina o levou a modificar seu aparato de pressão. O resultado foi um novo dispositivo que lhe permitiu criar pressões que eventualmente excediam 100 000 kgf/cm² (10 GPa; 100 000 atmosferas). Esta foi uma grande melhoria sobre as máquinas anteriores, que podiam atingir pressões de somente 3 000 kgf/cm² (0,3 GPa). Este novo aparato levou a uma abundância de novas descobertas, incluindo um estudo da compressibilidade, condutividade elétrica e térmica, resistência à tração e viscosidade de mais de cem componentes diferentes. Bridgman é também conhecido por seus estudos da condução elétrica em metais e propriedades dos cristais. Desenvolveu o Selo Bridgman e é epônimo para as equações termodinâmicas de Bridgman.
Bridgman fez diversos melhoramentos em seu aparato de alta pressão, e tentou diversas vezes sem sucesso a síntese do diamante.
Seu livro de filosofia da ciência The Logic of Modern Physics (1927) advogou o operacionalismo e cunhou o termo definição operacional. Foi um dos onze signatários do Manifesto Russell-Einstein.
Acometido pela doença de Paget, suicidou-se em 20 de agosto de 1961 com um tiro na cabeça.

## Publicações
- 1914. A Complete Collection of Thermodynamic Formulas  (abstract). Phys. Rev. 3 (4): 273–281. doi:10.1103/PhysRev.3.273. http://prola.aps.org/abstract/PR/v3/i4/p273_1.
- 1922. Dimensional Analysis. Yale University Press
- 1925. A Condensed Collection of Thermodynamics Formulas. Harvard University Press
- 1927. The Logic of Modern Physics. Beaufort Books. Online excerpt.
- 1934. Thermodynamics of Electrical Phenomena in Metals and a Condensed Collection of Thermodynamic Formulas. MacMillan.
- 1936. The Nature of Physical Theory. John Wiley & Sons.
- 1938. The Intelligent Individual and Society. MacMillan.
- 1941. The Nature of Thermodynamics. Harper & Row, Publishers.
- 1952. The Physics of High Pressure. G. Bell.
- 1956. "Probability, Logic and ESP", Science, vol. 123, p. 16, January 6, 1956.
- 1959. The Way Things Are. Harvard Univ. Press.
- 1962. A Sophisticate's Primer of Relativity. Routledge & Kegan Paul.
- 1964.  Collected experimental papers. Harvard University Press.
- 1980. Reflections of a Physicist. Arno Press; ISBN 0-405-12595-X